# 吉岡直子 (アナウンサー)
吉岡 直子（よしおか なおこ、1986年4月22日 - ）は、CBCテレビ（CBC）のアナウンサー。

## 来歴
福岡県福岡市出身。首都大学東京を卒業。

### 中部日本放送へ入社
2010年4月1日、アナウンサーとして入社した。同期は柳沢彩美。入社時の先輩アナウンサーである重盛啓之は、大学でも先輩に当たる（重盛の在学時の大学名は東京都立大学 (1949-2011)）。
同年7月21日放送の『多田しげおの気分爽快!!朝からP・O・N』（CBCラジオ）で番組デビュー。以降は、CBCテレビの情報・深夜番組を中心にレギュラーで出演している。
2019年4月にCBCのアナウンサーを続ける傍ら、名古屋大学大学院に入学。
多文化共生社会について学ぶ。2021年3月に修了したことを自身のブログで発表した。

## 人物
- 趣味：アクセサリー作り、カメラ
- 特技：りんごの皮むき

## 現在の担当番組

### テレビ
- CBCニュース（不定期）
- チャント!（2025年5月13日 - ）- 「お値打ちハンター」ナレーション

### ラジオ
- CBCニュース（不定期）
- いっしょにSDGs（2020年11月10日 - ）
- ムジーク・ブルネン ～お昼の音楽会～ → レクストグループ お昼の音楽会（2022年9月28日 - ）
- きく!ラジオ（2023年4月3日 - 、月・火曜）
- GOGO競馬サンデー!

## 過去の担当番組

### ラジオ
- 土曜ワイド 広瀬隆のラジオでいこう!
- アナののびしろ

### テレビ
- 新春!女子アナの罰（2014年1月5日）※TBSテレビ制作の特別番組
- ノブナガ
- イッポウ（2013年4月 - 2016年3月、金曜日）- 中継リポーター
- 本能Z（2015年10月 - 2016年9月）- MCアシスタント
- なるほどプレゼンター!花咲かタイムズ（2014年4月5日 - 2019年3月30日）
- チャント!（2023年10月19日）- 「野菜を食べましょう」リポーター
  - （2024年7月31日、12月20日）- 中継リポーター

## 出演映画
- 映画　ビリギャル（2015年、東宝） - CBCの本社がある名古屋市が舞台で、CBCテレビが製作に出資していたことから、劇中に流れる『CBCニュース』のキャスター役で出演。